# The Defector (film)
The Defector is een Engelstalige Frans/Duitse thriller-/dramafilm uit 1966 geregisseerd door Raoul Levy met in de hoofdrollen Montgomery Clift, Macha Méril, Hardy Krüger en Roddy McDowall. De film is gebaseerd op de roman L'espion van Paul Thomas uit 1965. De Duitse première was in oktober 1966. In Nederland ging de film in première op 11 januari 1968 onder de titel Spionnen sterven op straat. Het was de laatste film van Montgomery Clift.

## Verhaal
De Amerikaanse natuurkundige professor Bower gaat voor een kort vakantieverblijf naar Oost-Duitsland, maar voordat hij vertrekt wordt hij gerekruteerd / gechanteerd door vriend en CIA-agent Adams om een Sovjet-microfilm naar West-Duitsland te smokkelen. Deze microfilms zijn in het bezit van een overgelopen Russische wetenschapper. De onwillige Bower reist undercover als antiekverzamelaar naar Leipzig in Oost-Duitsland waar hij Heinzmann ontmoet, een Oost-Duitse collega-fysicus die ook een geheim agent is. Heinzmann is op de hoogte van Bowers ontmoeting met Adams en van zijn voornemen om de microfilm te stelen, maar hun wederzijds respect voor elkaars tactieken bemoeilijkt de procedure.

## Rolverdeling
| Acteur              | Personage       |
| ------------------- | --------------- |
| Montgomery Clift    | James Bower     |
| Macha Méril         | Frieda Hoffmann |
| Hardy Krüger        | Peter Heinzmann |
| Roddy McDowall      | Adams           |
| David Opatoshu      | Orlovsky        |
| Christine Delaroche | Ingrid          |
| Hannes Messemer     | Dr. Saltzer     |
| Karl Lieffen        | Majoor          |
| Rolf Zacher         | Tommy           |

## Productie
Plannen voor de film werden aangekondigd in januari 1966. Het was Montgomery Clifts eerste optreden in vier jaar. De opnames zouden al in januari beginnen maar werden uitgesteld tot maart. Leslie Caron zou de rol krijgen van Frieda Hoffman maar zij trok zich eind januari uit de film terug en ze werd vervangen door Macha Méril. De opnames begonnen in maart in het Regina Hotel en in de Bavaria Atellier Gestellschaft Studio in München en werden voltooid in juni. De film speelt zich af in Leipzig maar werd opgenomen in West-Duitsland. Clift voerde zelf zijn stunts uit waaronder het zwemmen in de ijskoude rivier de Elbe. Clift keerde terug naar New York waar hij een maand later overleed.